# Föreningen Göteborgs koloniträdgårdar
Föreningen Göteborgs koloniträdgårdar är en ekonomisk förening som bildades den 5 oktober 1905 och har 2 000 medlemmar fördelade på 19 lokalföreningar.

## Historik
FGK:s första område, Burgårdskolonien, projekterades 1905 och där kunde första gången skördas året därpå. Kolonirörelsens syfte, i ekonomiska kristider, var att ge enkelt folk möjlighet till potatis- och grönsaksodling. Inom två år hade man fått igång effektiv husbehovsodling även på två andra områden, nämligen Härlanda och Landala. Rörelsens tidskrift Koloniträdgården hade i sin första utgåva 1918 artiklar om dess målsättning, potatisodling och indelning av köksträdgårdsväxter. Inom hälso- och barnavård sågs också en fördel i att barn på somrarna kunde komma bort från trånga grå bakgårdar till sundare miljö på nära håll. Dessa tankar hade ett omedelbart och viktigt stöd av den driftige kommunalpolitikern Herman Lindholm.
Samhällsutvecklingen har gjort att kolonierna numera främst är för rekreation och föga potatisodling, då man i stället har frukt, bär och i synnerhet blomsterprakt. För dokumentation har äldre kolonister och kringboende intervjuats av bland andra Gun Staxenius, Slottsskogskolonin, och Åke Hertzberg, Torpa. Två utåtriktade ordföranden, som värnade om rörelsen, var Arvid Jönsson i mitten av seklet och Kent Ramberg kring år 2000.
Man visar numera stor öppenhet och välkomnar såväl närboende som turister till genomvandring. FGK och dess lokalföreningar ingår i den årliga stora informations- och besöksdagen Tusen Trädgårdar, där också stadsparker, kyrkogårdar, slottsträdgårdar, villaområden och allehanda trädgårdsentusiaster deltar. FGK representeras den dagen även hos Liseberg. Författaren och FGK-medlemmen Sören Skarback har på senare år föreläst runt om i landet, ur delvis göteborgsk synvinkel, om kolonirörelsens historia, i regi av Svenska Turistföreningen med flera. Legendariske läkaren Fritz Stenströms entusiasm och kamp för koloniområdena illustrerar där många liknande eldsjälars verk och tvister inom rörelsen. Bland aktuella tvistefrågor är om rörelsen fullständigt skall marknadsanpassas i avgifter och stugförsäljningspriser, samt hur mycket en enskild förenings stadgar kan avvika från FGK:s - och den gamla vanliga frågan huruvida det är önskvärt med bikupor på områdena.
Burgårdskolonien existerade i närmare ett halvsekel på den plats där i stället Valhallabadet stod nybyggt 1956 och de sista resterna av koloniområdet röjdes bort året därefter, då badet fick kringanläggningar (tennisbanor mm) samt utökad parkeringsplats. Härlandakolonin låg norr om fängelset och röjdes bort 1939 för byggande av bostadshus. Landalakolonin, som successivt hade minskats, kom att slutligt bortröjas 1962 för Chalmers utbyggnad, Statens skeppsprovningsanstalt och dragning av genomfartsgata.
Av nutida koloniområden är de äldsta Änggårdskolonin (från 1913), Örgrytekolonin (1915), Slottsskogskolonin (1916) och Lundbykolonin (1919). Enstaka göteborgska koloniföreningar har stått utanför FGK, i synnerhet om de är eller har varit belägna på mark som inte ägs av kommunen. Ett exempel är Sävenäskolonin, som tills för några år sedan fanns på Statens Järnvägars mark och hade varit för dess arbetare, men där till sist bara 3 procent av områdets kolonister var SJ-anställda.